# The Desert's Price
The Desert's Price is een Amerikaanse western uit 1925 onder regie van W.S. Van Dyke. Het scenario is gebaseerd op de gelijknamige roman uit 1924 van de Amerikaanse auteur William MacLeod Raine. Destijds werd de film in Nederland uitgebracht onder de titel Gebalde vuisten.

## Verhaal
Bij een landoorlog tussen herders en veeboeren wordt de vader van Julia Starke vermoord door de gebroeders Martin. De eerlijke veeboer Wils McCann heeft medelijden met het meisje en helpt haar schapen hoeden. Tom Martin tracht zijn wil op te leggen aan Peggy Starke en hij doet het meisje pijn. Julia is woedend en ze verwondt Tom met een pistool. Later vermoordt haar broer Phil hem uit zelfverdediging. Jim laat Julia oppakken voor de moord op zijn broer. Hij brengt daarna een woedende menigte op de been om Julia op te knopen. De mannen van Wils drijven de menigte uiteen en Jim moet terechtstaan voor de moord op de vader van Julia.

## Rolverdeling
| Acteur             | Personage   |
| ------------------ | ----------- |
| Buck Jones         | Wils McCann |
| Florence Gilbert   | Julia       |
| Edna Marion        | Nora        |
| Ernest Butterworth | Phil        |
| Arthur Housman     | Tom Martin  |
| Montagu Love       | Jim Martin  |
| Carl Stockdale     | Gitner      |
| Harry Dunkinson    | Sheriff     |
| Henry Armetta      | Herder      |